# 亚先基农村居民点
亚先基农村居民点（俄语：Ясенковское сельское поселение）是俄罗斯联邦沃罗涅日州博布罗夫区所属的一个农村居民点。其下辖有4个居民点，行政中心为亚先基。据2016年统计，该农村居民点的人口为2176人。